# Canalohypopterygium tamariscinum
Canalohypopterygium tamariscinum là một loài Rêu trong họ Hypopterygiaceae. Loài này được (Hedw.) Kruijer mô tả khoa học đầu tiên năm 1995.